# Isoglas
Isoglas (ISO-glas) är ett standardiserat vinprovningsglas, tillverkat följande den internationella standardiseringsorganisationens standard ISO 3591:1977, som används som dryckesglas eller vid provningar, bedömningar, utbildningar och tävlingar över hela världen. Det är avsett för sensorisk bedömning av vin men används även till öl och sprit. Glasets volym är på 21,5 cl och håller när det är lagom fyllt ca 5 cl.
Isoglaset är ett av de mest sålde vinglasen då det används av privatpersoner, föreningar, producenter, restauranger, mässor, på tävlingar, etc. Dessutom finns det flera tillverkare och glasen är ISO så länge de följer standarden. [källa behövs]